# 霍尔特 (明尼苏达州)
霍尔特（英語：Holt）是一个美國城市，位於明尼苏达州马绍尔县。根據2010年的人口普查，當地人口為88人。

## 地理
根据美国人口普查局，该城市的总面积為1.01平方英里（2.62平方）。